# Ирхенрит
Ирхенрит (њем. Irchenrieth) општина је у њемачкој савезној држави Баварска. Једно је од 38 општинских средишта округа Нојштат ан дер Валднаб. Према процјени из 2010. у општини је живјело 1.147 становника. Посједује регионалну шифру (AGS) 9374127.

## Географски и демографски подаци
Ирхенрит се налази у савезној држави Баварска у округу Нојштат ан дер Валднаб. Општина се налази на надморској висини од 425 метара. Површина општине износи 5,3 km². У самом мјесту је, према процјени из 2010. године, живјело 1.147 становника. Просјечна густина становништва износи 218 становника/km².